# Manglerud

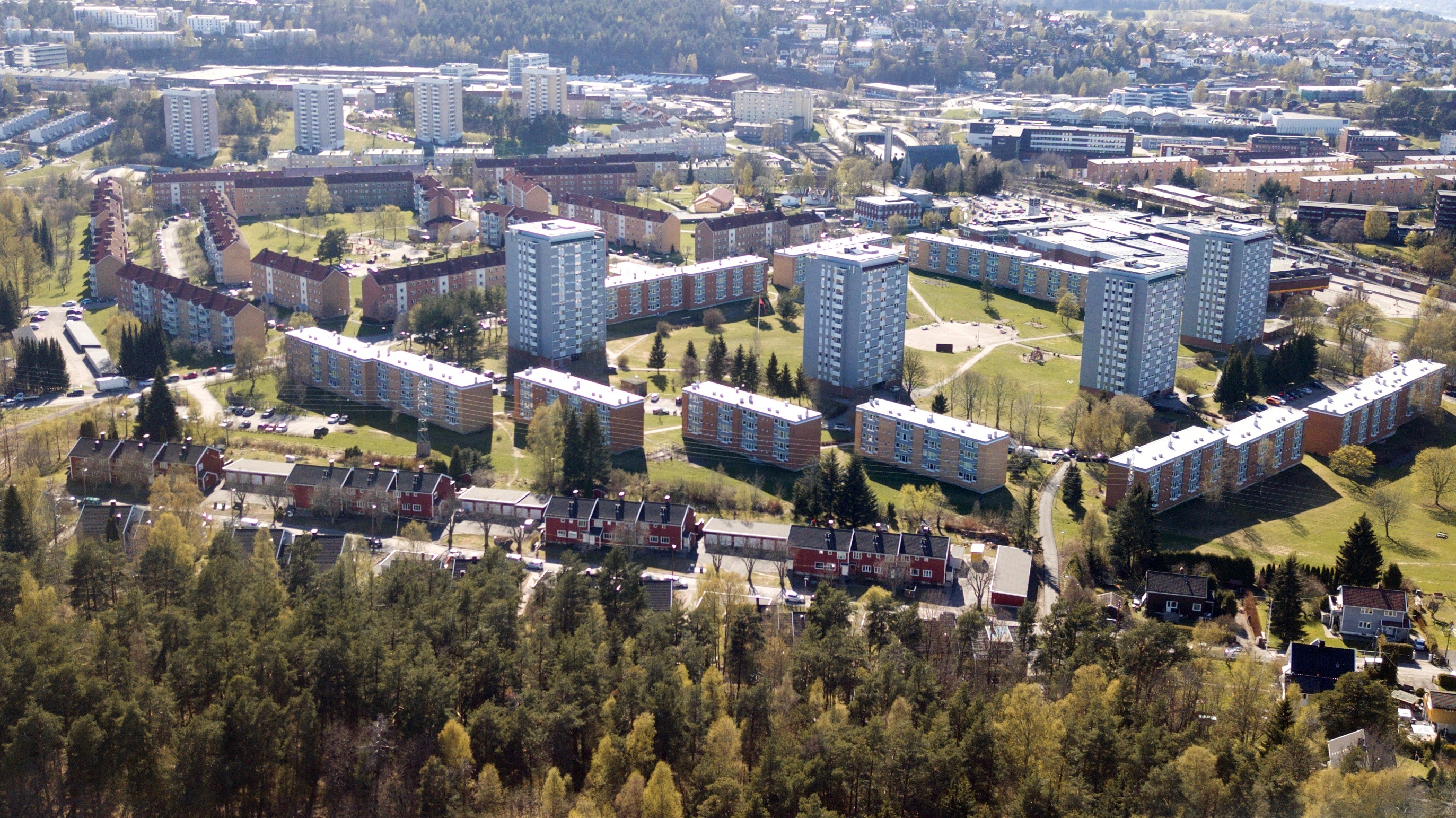
Wohnblöcke in Manglerud

Manglerud ist ein Stadtviertel in der norwegischen Hauptstadt Oslo. Das Viertel, das in den 1950er- und 1960er-Jahren als Satellitenstadt errichtet wurde, liegt im Stadtteil Østensjø.

## Lage
Manglerud liegt im Osten Oslo, an der westlichen Uferseite des Sees Østensjø. Das Osloer Stadtzentrum befindet sich weiter nordwestlich.

## Geschichte
Bevor Manglerud zum Stadtviertel ausgebaut wurde, war das Areal hauptsächlich landwirtschaftlich genutzt worden. Nach dem Ende des Zweiten Weltkriegs wurden im heutigen Stadtviertel Holzhäuser, sogenannte „svenskehus“ (deutsch Schwedenhäuser), erbaut. Zwischen 1952 und 1963 wuchs Manglerud schließlich zu einer Satellitenstadt heran. Es wurden in dieser Zeit insgesamt rund 3200 Wohnungen errichtet, die meisten in Form von Wohnblöcken und Reihenhäusern. Im Jahr 1957 wurde Manglerud über die Lambertseterbanen an das Osloer Straßenbahnsystem angebunden. Im Jahr 1966 wurde die Route Teil des Osloer U-Bahn-Netzes. Die Manglerud kirke, eine Kirche mit rund 310 Sitzplätzen, wurde im Jahr 1963 fertiggestellt.
Zwischen 1988 und 2004 war Manglerud ein eigener Stadtteil. Im Rahmen einer Reform der Osloer Stadtteile ging Manglerud am 1. Januar 2004 gemeinsam mit Bøler in Østensjø auf. Der Stadtteil Manglerud hatte zuletzt 12.788 Einwohner auf einer Fläche von 4,3 km².

## Sport
In Manglerud ist der Sportverein IL Manglerud Star beheimatet. Dessen Eishockeyabteilung ist Manglerud Star Ishockey.

## Name
Manglerud wurde im Jahr 1341 als Magnarud und um das Jahr 1400 als Maghnarud erwähnt. Der Name leitet sich vermutlich vom Männernamen Magne ab. Die Nachsilbe -rud leitet sich vom altnordischen Begriff ruð ab und bedeutet „Rodung, Lichtung“.